# Pietro Roselli
Pietro Roselli (Roma, 4 de julho de 1808 — Ancona, 20 de dezembro de 1885) foi um militar italiano, participante do Risorgimento.
Membro do exército dos Estados Pontifícios, tomou o lado daUnificação, sendo nomeado na República de Roma em 1849, por Giuseppe Mazzini, "general de divisão e comandante-em-chefe do Exército".  
Com a tomada de Roma pelos franceses, exila-se em Gênova. Em 1859 assume o comando de uma divisão de voluntários e no ano seguinte entra para o exército italiano, com o posto de tenente-general. Com o exército participou da conquista de Ancona e comandou sua praça, antes de passar para a reserva.